# Malandrénion
Malandrénion (Malantreni) är en ort i Grekland.   Den ligger i prefekturen Nomós Argolídos och regionen Peloponnesos, i den södra delen av landet, 100 km väster om huvudstaden Aten. Malandrénion ligger 373 meter över havet och antalet invånare är 498.
Terrängen runt Malandrénion är huvudsakligen kuperad, men åt sydost är den platt.Runt Malandrénion är det glesbefolkat, med 18 invånare per kvadratkilometer. Närmaste större samhälle är Argos, 13,2 km sydost om Malandrénion. 